# Richard G. Whitman
Richard G. Whitman (* 2. November 1965) ist ein britischer Politikwissenschaftler, der als Professor of Politics and International Relations an der University of Kent forscht und lehrt. Sein inhaltlicher Schwerpunkt sind die Internationalen Beziehungen, wobei sein Hauptinteresse auf der Außen- und Sicherheitspolitik der Europäischen Union liegt. Er amtierte 2017 als Vorsitzender der British International Studies Association (BISA). Zudem ist er Visiting Fellow am Chatham House und Academic Fellow am European Policy Centre.
Bevor Whitman 2011 an die University of Kent kam, war er ab 2006 Professor an der University of Bath und davor Professor für Europastudien an der University of Westminster.

## Schriften (Auswahl)

### Monographien
- From civilian power to superpower? The international identity of the European Union. New York : St. Martin’s Press, New York 1998, ISBN 0-333-69477-5.

### (Mit-)Herausgeberschaften
- Foreign policies of EU member states. Continuity and Europeanisation. , Routledge, London/New York 2017, ISBN 978-0-415-67005-0.
- The Routledge handbook of European security. Routledge, London/New York 2013, ISBN 978-0-415-58828-7.
- The European Union as a global conflict manager. Routledge, New York 2012, ISBN 978-0-415-52855-9.
- Normative power Europe. Empirical and theoretical perspectives. Palgrave Macmillan, New York 2011, ISBN 978-0-230-57764-0.